# Matilda (musikal)
Matilda är en engelsk musikal skriven av Dennis Kelly och med musik av Tim Minchin med urpremiär 2010. Musikalen är en dramatisering av Roald Dahls barnbok Matilda från 1988.

## Handling
Musikalen handlar om Matilda Warmwood, som är en begåvad ung flicka. Matilda synar den kalla och nonchalanta vuxenvärlden och revolterar mot det hon ser som fel i de vuxnas värld. I vuxenvärldens ögon är Matilda något av en bråkstake, men lärarinnan Miss Honey ser flickans potential.

## Uppsättningar (i urval)
- 2010-2011 –  Courtyard Theatre, i regi av Matthew Warchus.[4]
- 2011-2025 –  Cambridge Theatre (West End), i regi av Matthew Warchus.[5]
- 2013-2017 –  Shubert Theatre (Broadway), i regi av Matthew Warchus.[6]
- 2019 – Malmö Opera, i regi av Elisabeth Linton.[3]
- 2023-2024 –  Kulturhuset Stadsteatern, i regi av Fredrik Benke Rydman.[2]
- 2025 – Svenska Teatern, i regi av Markus Virta.[1]

## Utmärkelser (i urval)
- 2011 – Critics' Circle Theatre Award för bästa nya musikal
- 2011 –  UK Theatre Award för bästa musikal
- 2012 – Laurence Olivier Award för bästa nya musikal
- 2013 – New York Drama Critics' Circle för bästa musikal
- 2013 – Drama Desk Award för enastående musikal
- 2013 – Tony Award för bästa musikalmanus

## Filmatisering
Musikalen har även släppts som film, under namnet Roald Dahl's Matilda the Musical, från 2022. Filmen är regisserad av Matthew Warchus och med manus av Dennis Kelly.